# Anima Mundi (banda)
Anima Mundi es una banda cubana de rock formada en 1996 en la capital de La Habana. el grupo no tiene difusión en su país natal, pero sí fuera del mismo en Europa, Asia, Brasil y parte de Norteamérica, así mismo considerado un grupo de culto.
La música de Anima Mundi es una mezcla de new age, música celta, rock sinfónico, música espacial y música tradicional cubana. sus letras abordan temas como la consciencia, la espiritualidad consciente, el surrealismo, entre otros términos de su similitud. sus canciones son tituladas en inglés y español.
Su álbum debut del 2002 titulado "Septentrión" es considerado una de las mayores obras maestras de Anima Mundi.

## Integrantes

### Formación actual
- Roberto Díaz - vocalista, guitarra
- Virginia Peraza - vocal de apoyo, teclados
- Yaroski Corredera - bajo
- Marco Alonso - ?
- Aivis Prieto Bauta - ?

### Exintegrantes
- Ariel Valdés - batería, instrumentos de percusión (1996 - 2002)
- Abel González - guitarra, teclados, vocal de apoyo (1996 - 1999)
- Gustavo Comptis - bajo, vocal de apoyo (1996 - 1999)
- Rolando Vigoa - guitarra, vocal de apoyo (1996)
- Anaisy Gómez - flauta irlandesa, gaita, clarinete, (1999 - 2005)
- Regis Rodríguez - gaita, flauta irlandesa (1999 - 2001)
- Ariel Ángel - bajo (2000 - 2002)
- Andremil Oropeza - vocal de apoyo (2001)
- Oswaldo Vieites - batería (2004 - 2005)
- Carlos Sosa Denis - vocal de apoyo (2006 - ?)
- José Manuel Govin - batería (2006 - ?)
- Emmanuel Pirko-Farrath - ? (? - ?)
- Michel Bermúdez - ? (? - ?)

## Discografía

### Álbumes de estudio
- 2002: "Septentrión"
- 2008: "Jagannath Orbit"
- 2010: "The Way"
- 2013: "The Lamplighter"
- 2016: "I, Me, Myself"
- 2018: "Insomnia"

### EP
- 1999: "Mas Allá"

### Recopilaciones
- 1997: "Eterno Cauce"
- 2012: "Live in Europe" (Helmond, Países Bajos)
- 2018: "Once Upon A Live"